# レミー・モダン
レミー・モダン (英語：Remai Modern) は、カナダのサスカチュワン州サスカトゥーンにある現代美術館である。
市内サウスサスカチュワン川西岸で市街中心地にあり、11,582平方メートルの展示面積を持ち、カナダ人建築家ブルース・クワバラによって設計された。メンデル・アートギャラリーから引き継がれたものも含め、カナダ及び世界の芸術家の作品8,000以上が永久所蔵されている。

## 沿革
2009年に閉館したメンデル・アートギャラリーの改装計画から新美術館建設計画に変更され、2009年にはアートギャラリー・オブ・サスカチュワンとして計画されたが、地元サスカトゥーンの起業家で篤志家のエレン・レミーが建設費と運営費としてレミー財団を通じて3,000万カナダドルの寄付を発表し、市議会によってレミー・モダンと名称変更された。2013年から建設が開始され、2017年10月に開業した。

## 建築

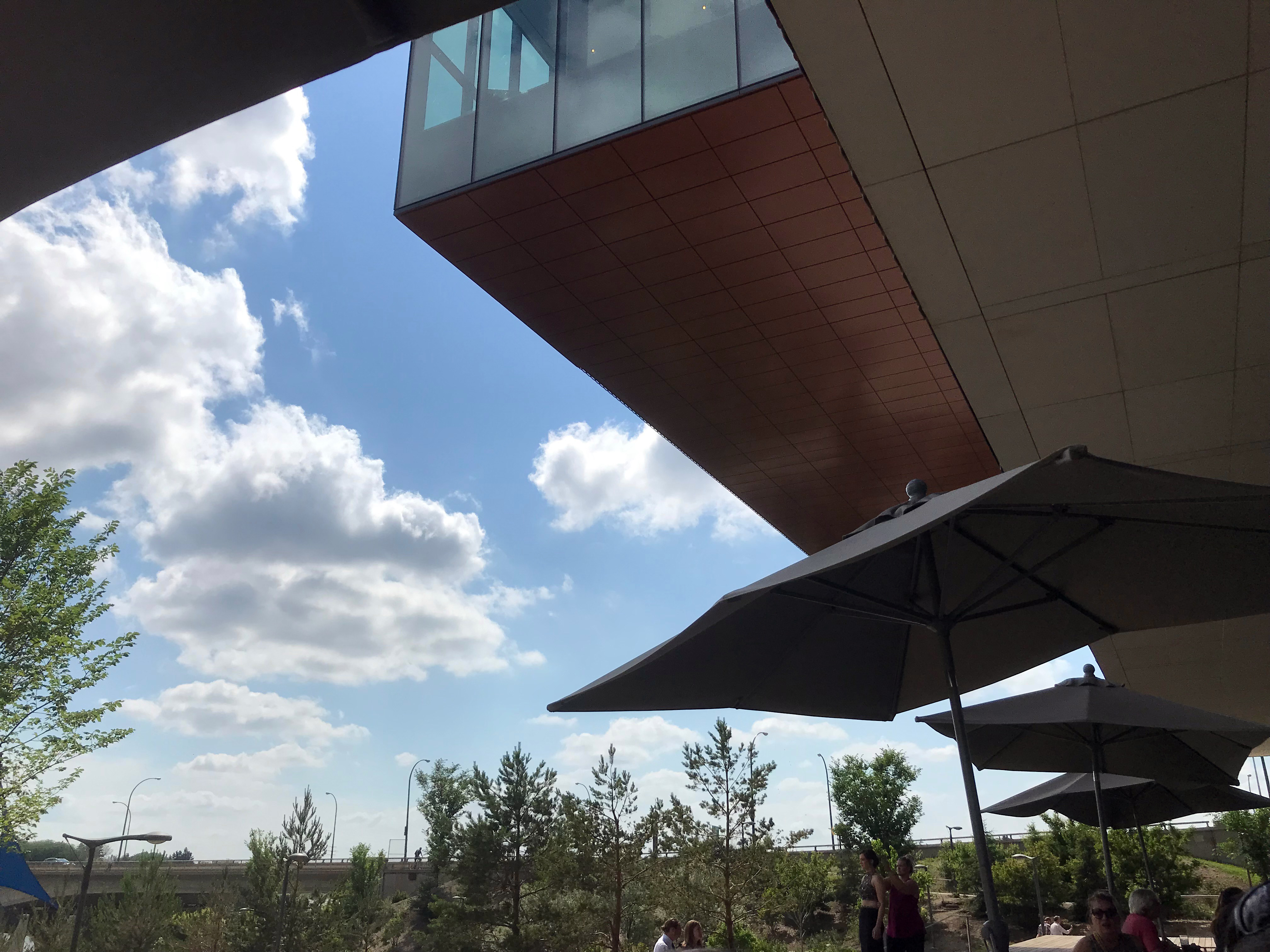
本館のカンチレバー構造屋根の庇

美術館はKPMBアーキテクツのカナダ人建築家ブルース・クワバラがArchitecture49と共に設計した。フランク・ロイド・ライトのプレーリースタイルに影響を受けており、この地の風景であるプレーリーに併せた外観になっており、納屋や小屋、サイロなどが空間を占めるコンセプトとなっている。ガラスと銅のメッシュのカンチレバー構造がサウスサスカチュワン川に突き出るデザインとなっており、メッシュの鉄屋根で日照を遮るように設計されている。

## 収蔵作品
2020年12月現在、メンデル・アートギャラリーから引き継がれたものも含め、8,000作品以上を収蔵している。2014年から現代芸術を中心に追加購入も開始した。主なレミー・モダンの収蔵作品には、レベッカ・ベルモアやイーライ・ボーンスタイン、ジョルジュ・ブラック、スタン・ダグラス、ブライアン・ユンゲン、ジミー・ダーハム、ヤン・ヘギュなどがある。

### メンデル・コレクション

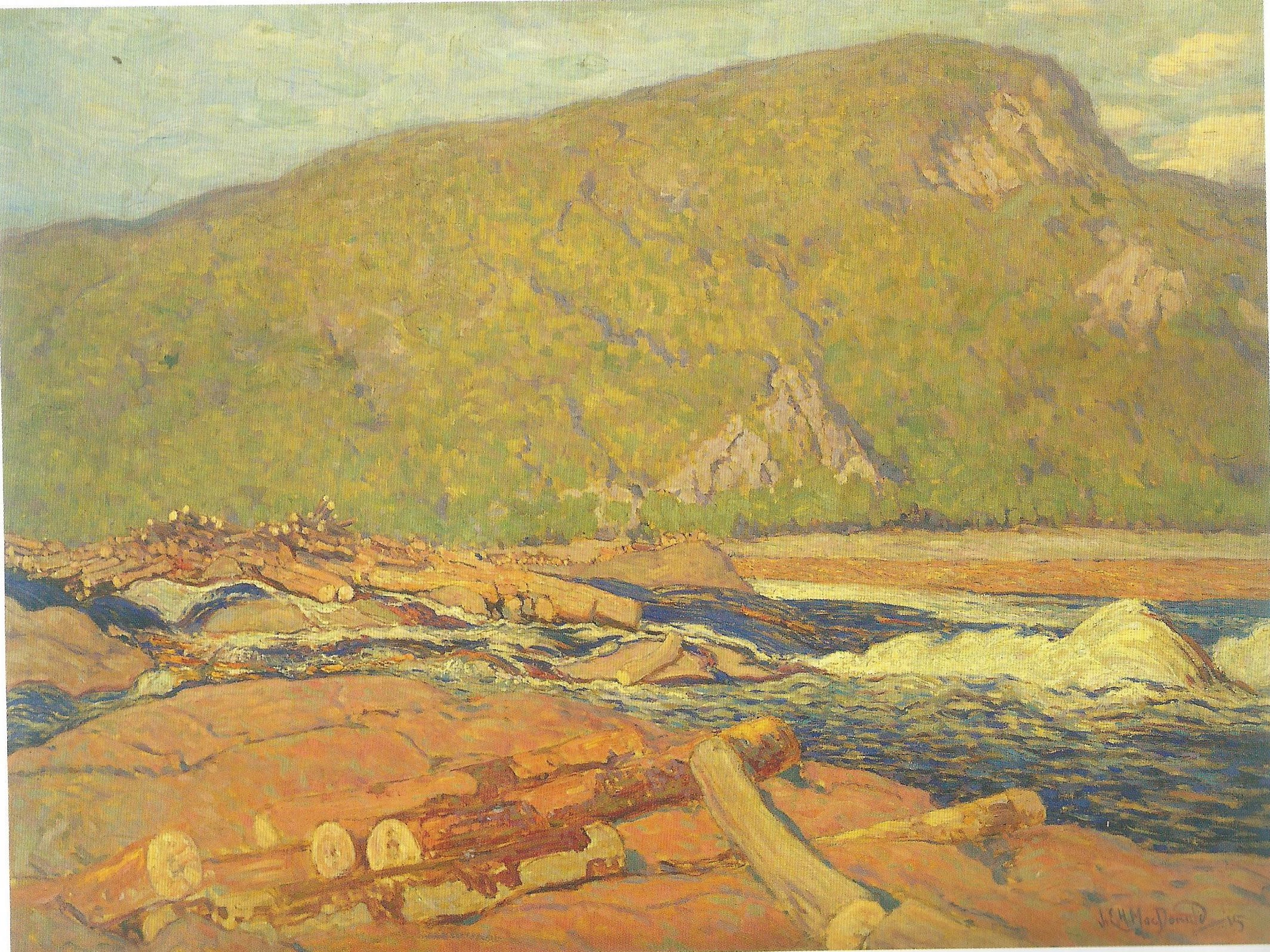
メンデル・コレクションに引き継がれたJ・E・H・マクドナルドの「ガティノーの木材」

メンデル・アートギャラリーから引き継がれた作品はメンデル・コレクションとして常設展示の一部となった。エミリー・カー、ローレン・ハリス、コーネリアス・クリーグホフの作品や、ウィリアム・ペレハドフの壁画など主に20世紀初期の作品が含まれる
。

### ピカソ・コレクション
常設展示にはパブロ・ピカソの陶芸作品やリノカット版画などのピカソ・コレクションがある。2012年にエレン・レミーはピカソのリノカット405点を美術館に寄付しており、当時2,000万カナダドルの価値があり、リノカットでは世界最大のコレクションと言われている。

## 参照
1. 1 2  “Leadership & staff”. remaimodern.org.   Remai Modern (2017年). 2019年11月17日閲覧。
2. 1 2  Kryhul, Angela (2016年9月20日). “Saskatoon gallery a community-building masterpiece”. The Globe and Mail.   The Woodbridge Company. 2019年11月16日閲覧。
3. 1 2  Tank, Phil (2018年1月4日). “Saskatoon's Remai Modern art gallery gets international praise”. The StarPhoenix.   Postmedia Network Inc.. 2019年11月13日閲覧。
4. ↑  “The Architect”. remaimodern.org.   Remai Modern (2017年). 2019年9月25日閲覧。
5. 1 2 3 4  Lederman, Marsha (2017年10月20日). “At the arrowhead of art itself”. The Globe and Mail.   The Woodbridge Company. 2019年11月16日閲覧。
6. 1 2  “Media tour provides sneak peek of Remai Modern art gallery”. CBC News.   Canadian Broadcasting Corporation (2019年10月19日). 2019年11月16日閲覧。
7. ↑  “Collections”. remaimodern.org.   Remai Modern (2017年). 2019年11月17日閲覧。
8. ↑  “Only western Canadian stop of acclaimed Rebecca Belmore retrospective to open at Remai Modern”. remaimodern.org.   Remai Modern (2019年1月28日). 2021年5月12日閲覧。
9. ↑  “Local artist donates $100K sculpture to Remai Modern”. CBC News.   Canadian Broadcasting Corporation (2017年11月8日). 2019年11月16日閲覧。
10. ↑  Diebert, Dave (2018年1月10日). “Saskatoon, Remai Modern included in New York Times travel feature on top places to visit in 2018”. The StarPhoenix.   Postmedia Network Inc.. 2018年2月26日閲覧。
11. ↑  “New Remai Modern collection exhibition reimagines the Prairies”. remaimodern.org.   Remai Modern (2019年1月28日). 2021年5月12日閲覧。
12. ↑  “Haegue Yang: Emergence”. ago.ca.   Art Gallery of Ontario (2021年). 2021年5月12日閲覧。
13. ↑  “Logs on the Gatuneau”. collections.remaimodern.org.   Remai Modern (2018年). 2022年6月16日閲覧。
14. 1 2  “$20M Picasso collection donated to Remai Art Gallery”. CTV Saskatoon.   BellMedia (2012年9月25日). 2019年9月25日閲覧。
15. ↑  Collins, Leah (2019年2月12日). “Why is the Remai Modern a must-see? Zachari Logan takes us on a tour”. CBC Arts.   Canadian Broadcasting Corporation. 2019年3月16日閲覧。